# Ščara
La Ščara (AFI: [ˈʂtʂara], in bielorusso Шчара?; in russo Щара?, Šara; spesso indicato con la traslitterazione anglosassone Shchara) è un fiume della Bielorussia, affluente di sinistra del Nemunas.

## Descrizione

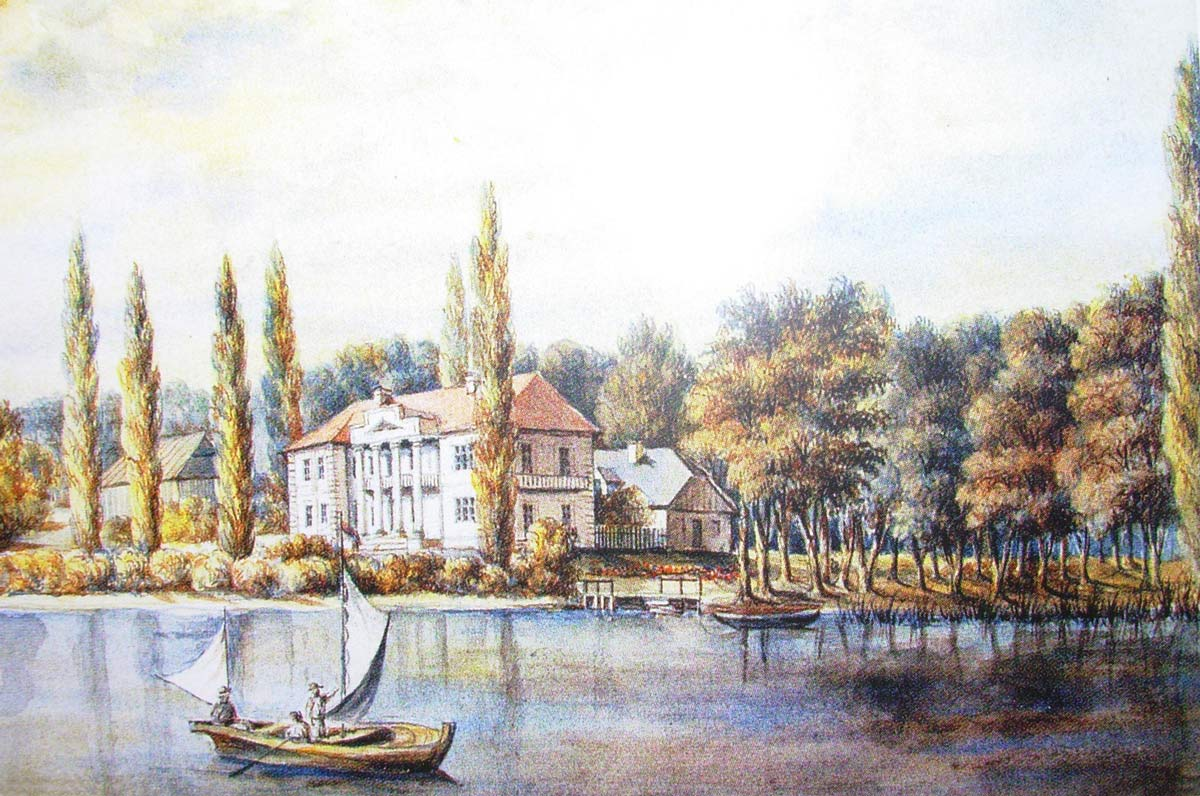
La Ščara in un dipinto di Napoleon Orda.

Il fiume nasce a 5 km a nord dalla città di Baranavičy dal lago Kaldyčeŭskaja, sulle alture di Navahrudak, e sfocia nel Nemunas a circa 12 km a est della città di Masty, nell'omonimo distretto, a sud-ovest del villaggio di Dashkautsy.
Lungo il suo corso sono stati costruiti degli sbarramenti che hanno dato origine a due invasi artificiali.
Bagna la città di Slonim.